# Habronyx fulvipes
Habronyx fulvipes là một loài tò vò trong họ Ichneumonidae.